# Sixto Rodriguez
Vous lisez un « bon article » labellisé en 2014.
Pour les articles homonymes, voir Rodriguez et Sugar Man.
Sixto Diaz Rodriguez, connu sous son nom d'artiste Rodriguez, né le 10 juillet 1942 à Détroit dans le Michigan et mort le 8 août 2023 dans la même ville, est un auteur-compositeur-interprète, musicien de rock et de folk américain .
Sa carrière s'est limitée à la sortie de deux albums studio au début des années 1970, qui n'ont pas connu le succès, ainsi qu'à quelques brèves tournées. Ayant toujours mené une vie normale, il a souvent enchaîné les petits boulots pour faire vivre sa famille. Cependant, il est devenu très célèbre en Afrique du Sud à la fin des années 1970 où ses albums avaient été piratés puis diffusés en masse, au point de devenir l'un des artistes les plus appréciés des jeunes de la classe moyenne blanche. Censuré pour ses paroles contestataires évoquant les droits sociaux et la libération sexuelle, il a participé de fait à la montée du mouvement contre l'apartheid chez les Blancs.
Alors que le public sud-africain le croyait mort, deux fans originaires du Cap l'ont retrouvé grâce à Internet et ont organisé une série de concerts en Afrique du Sud en mars 1998, devant des milliers de personnes. Le film Sugar Man, qui raconte leur histoire, a obtenu l'Oscar du meilleur film documentaire en 2013 et a permis à Rodriguez de connaître la célébrité aux États-Unis et en Europe, où il réalise des tournées à partir de 2013.

## Biographie

### Jeunesse
Sixto Rodriguez naît le 10 juillet 1942 à Détroit dans le Michigan. Son prénom vient du fait qu'il est le sixième enfant de sa fratrie. Il est issu d'une famille mexicaine de la classe moyenne originaire de Santa María del Río (en) dans le San Luis Potosí, qui a immigré aux États-Unis dans les années 1920. Si l'espagnol est sa langue maternelle, il n'a que trois ans lorsque sa mère meurt et n'a pas l'occasion de le pratiquer ; il le parle donc avec difficulté même s'il le comprend parfaitement. Il apprend rapidement l'anglais à l'école primaire. Appartenant à la classe ouvrière, il est vite confronté aux problèmes sociaux.[réf. nécessaire] Il commence néanmoins à pratiquer la musique très tôt, initié par son père, joueur de blues, et arrête le lycée à l'âge de seize ans pour assouvir sa passion. Il joue ainsi tous les soirs dans des bars de la ville, reprenant les chansons des Beatles, des Rolling Stones, de Leonard Cohen, de Ray Charles ou encore de Bob Dylan. Le jeune Rodriguez est par ailleurs inspiré par le mouvement hippie, et admire notamment les pionniers de la folk que sont Richie Havens et Donovan.

### 1967-1971: une brève carrière aux États-Unis

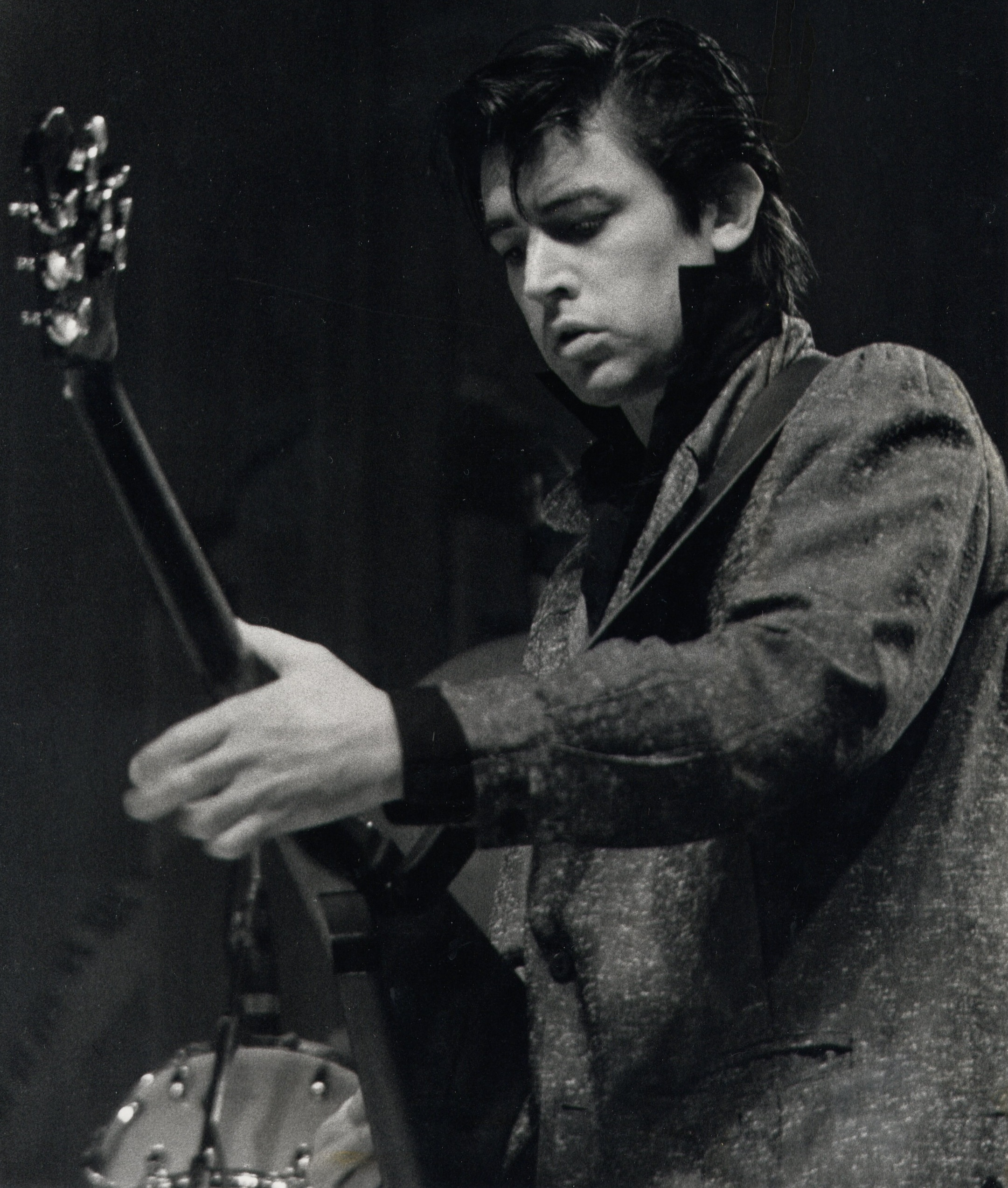
Le guitariste Chris Spedding, avec qui Rodriguez enregistre l'album Coming from Reality.

Il sort un premier single nommé I'll Slip Away (sous le nom de Rod Riguez pour masquer le fait qu'il est hispanique) sur un petit label en 1967, et donne quelques concerts dans des bars mal famés de Détroit, où il joue ses premières compositions avec l'habitude de se placer dos au public. Il y est remarqué par deux producteurs, Dennis Coffey (en) et Mike Theodore, qui le font signer chez le label Sussex Records, récemment créé par le renommé producteur Clarence Avant, qui deviendra plus tard président de la Motown. Il adopte alors pour nom de scène son seul patronyme, bien que ses producteurs lui aient suggéré d'adopter un pseudonyme sonnant plus américain, et enregistre en 1969 l'album Cold Fact qui sort un an plus tard. En 1970, il se rend en Angleterre pour enregistrer l'album Coming from Reality, qui paraît en 1971. Produit par Steve Rowland, un influent producteur qui découvre The Cure quelques années plus tard, le disque est réalisé dans les meilleures conditions, avec le guitariste Chris Spedding. L'album est enregistré en moins d'un mois et au prix de longues séances d'enregistrement quotidiennes, selon les propos de Rodriguez. Une fois l'enregistrement achevé, il voyage en Europe, se rendant notamment à Paris, Amsterdam et Bruxelles.
Les producteurs n'hésitent pas à investir d'importants moyens dans la réalisation de ces disques : les arrangements sont très fouillés et les musiciens embauchés aux côtés de l'artiste sont d'excellent niveau ; certains ont joué avec Donovan ou encore Wings. Néanmoins, les deux albums sont des échecs commerciaux et le contrat de Rodriguez est ainsi rompu, alors qu'il prépare un troisième disque. Le label Sussex est en outre en difficulté ; il disparaît d'ailleurs en 1975. La personnalité de l'artiste ne facilite pas la promotion de ses albums : très réservé, il refuse d'accorder des interviews ou de se laisser prendre en photo. Un jour, lors d'une conférence de presse où il est censé jouer quelques morceaux et faire la promotion de son album, il fait intervenir au micro des représentants des Brown Berets (en) — l'équivalent hispanique des Black Panthers — pour évoquer les injustices qu'ils subissent dans la vie quotidienne.
Après avoir été remercié du label, Sixto Rodriguez arrête la musique en 1972 et exerce de très nombreux métiers. Il se fait embaucher comme manœuvre dans différents chantiers de sa ville natale, mais poursuit en parallèle des études de philosophie et obtient une licence de l'université d'État de Wayne en 1981. Par la suite, il travaille dans la démolition, la peinture en bâtiment, le ramassage d'ordures, dans une laverie, comme pompiste et enfin comme ouvrier agricole indépendant, gagnant de faibles sommes avec lesquelles il peine à élever sa famille. Pendant une vingtaine d'années, il est également éducateur de jeunes en difficulté. Il est par ailleurs marié à Konny Rodriguez, bien qu'ils vivent séparément, et a trois filles : Eva Rodriguez, Sandra Rodriguez et Regan Rodriguez-Kennedy.

### Popularité inespérée post-carrière

#### Années 1970: succès en Australie et Nouvelle-Zélande

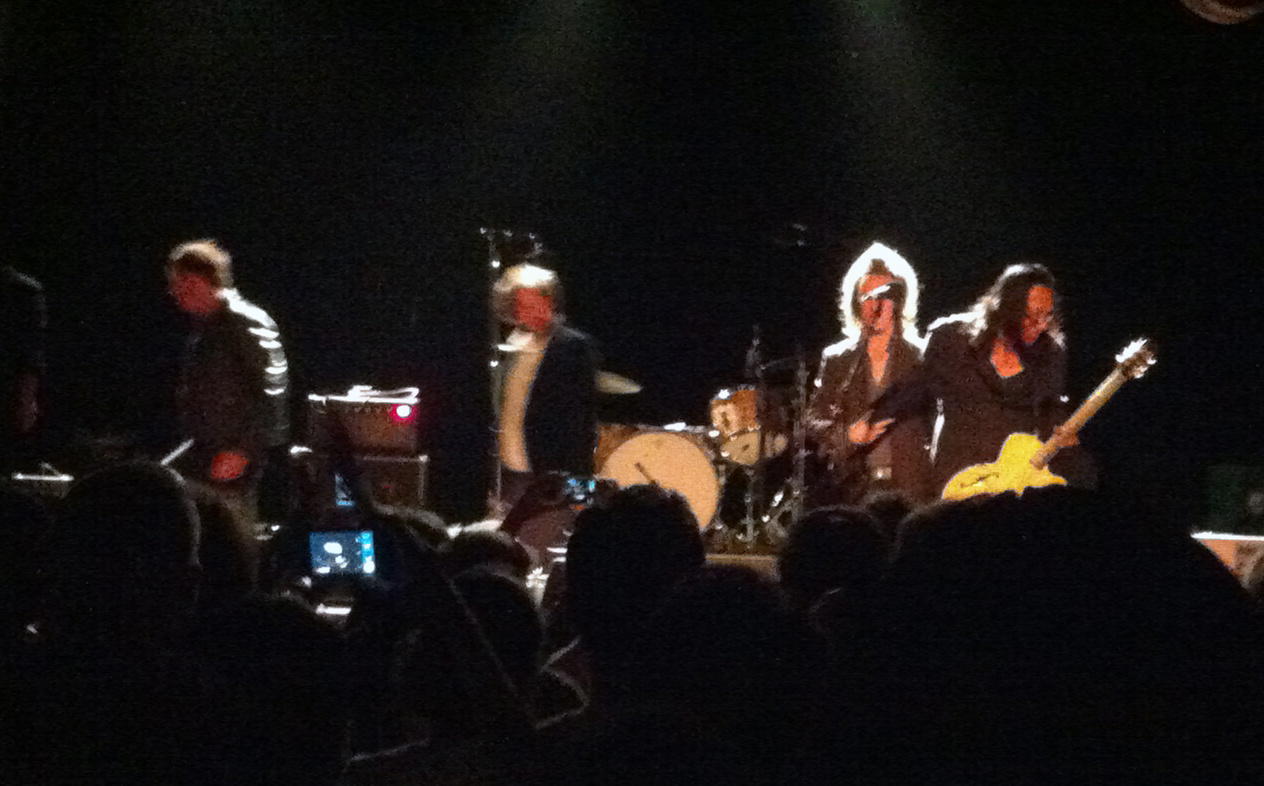
Sixto Rodriguez (à droite) en concert à San Francisco, le 29 septembre 2012.

Un extrait de Coming from Reality, Silver Words, devient un succès en Jamaïque en 1974 après sa reprise par Ken Boothe en une version reggae. Lorsque les exemplaires de l'édition Sussex Records sont épuisés, un label australien, Blue Goose Music, rachète les droits de ses deux albums et réalise une compilation en 1977, At His Best. L'album comprend trois titres inédits : Can't Get Away, Street Boy et I'll Slip Away, un nouvel enregistrement de son premier single. Les excellents chiffres de ventes du disque font de Rodriguez une célébrité en Australie et en Nouvelle-Zélande. Ayant connaissance de ce succès lointain, il part alors en tournée en Australie en 1979, accompagné du Mark Gillespie Band. Deux concerts sont enregistrés et commercialisés — en Australie uniquement — dans un album live intitulé Alive ; le nom étant une allusion aux rumeurs laissant croire que Rodriguez est mort en raison de son absence durant huit années. En 1981, avec Midnight Oil, il effectue une dernière tournée sur le continent australien. Il disparaît à nouveau à l'issue de ces deux tournées, et finit ses études en obtenant en 1981 sa licence de philosophie, vivant de petits boulots. Engagé dans la vie de la cité et soucieux d'améliorer les conditions de vie des habitants de la classe ouvrière, Rodriguez se présente à plusieurs reprises aux élections municipales à Détroit,.

#### Années 1980: un statut d'icône en Afrique du Sud, à l'insu de l'artiste

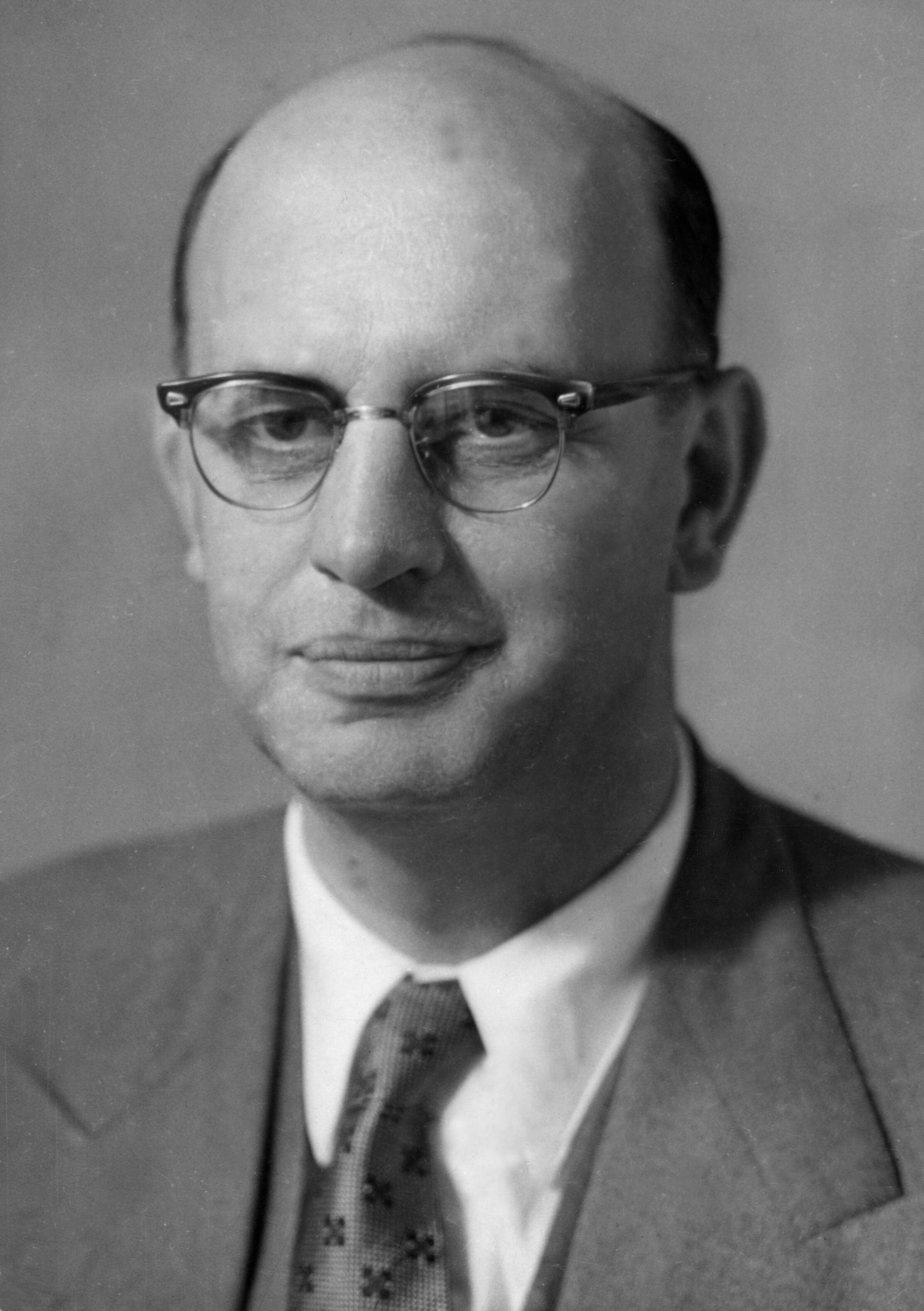
Pieter Willem Botha, président de la République d'Afrique du Sud de 1984 à 1989.

C'est surtout l'album Cold Fact qui connaît un succès inattendu dès sa sortie en Afrique du Sud. Importé depuis les États-Unis par une personne inconnue, le disque est très rapidement piraté et diffusé à plusieurs milliers d'exemplaires sur cassette audio et vinyle, en Afrique du Sud mais aussi en Rhodésie. Immédiatement, des maisons de disques telles que Gallo Records ou A&M Records sortent ses albums, sous le pseudonyme de Jesus Rodriguez pour certaines éditions. Sans que Rodriguez l'apprenne, Cold Fact devient disque d'or en Afrique du Sud : il ne touche par conséquent aucune rémunération liée au droit d'auteur sur les ventes du disque — ce qui est toujours le cas. Les jeunes de la classe moyenne blanche, sous la présidence de Pieter Willem Botha, trouvent dans les paroles engagées, voire provocatrices, un écho à leur révolte ; l'album est rapidement censuré par le régime et les exemplaires en circulation confisqués, mais les disques sont piratés et diffusés en sous-main. Des radios pirates, telle Swazi Radio, diffusent ces chansons malgré l'interdiction officielle.
Toujours à l'insu de l'artiste, l'album At His Best devient disque de platine dans les années 1980. À la même époque, plusieurs de ses chansons, dont notamment The Anti-Establishment Blues, deviennent des hymnes pour l'opposition interne à l'apartheid : son œuvre influence de jeunes musiciens engagés. Parmi ses admirateurs se trouve le militant anti-apartheid Steve Biko. Selon le réalisateur du film Sugar Man, Rodriguez est le premier artiste dont les paroles des chansons vraiment contestataires trouvent une large audience en Afrique du Sud. L'effet produit par l'album Cold Fact sur les jeunes appelés au service militaire durant l'apartheid a parfois été comparé à celui qu'ont provoqué Jimi Hendrix ou The Doors sur les soldats américains engagés au Viêt Nam. En 1991, ses albums sont édités pour la première fois en CD, ce qui contribue à accroître encore sa notoriété. Toutefois, sa vie demeure toujours méconnue du public : la rumeur veut que l'artiste se soit immolé par le feu ou suicidé par balle sur scène, dans les années 1970. D'autres rumeurs laissent croire qu'il est vivant mais en hôpital psychiatrique, ou en prison pour avoir tué sa compagne. Enfin, une dernière rumeur voudrait qu'il soit mort d'une overdose d'héroïne. Comme l'affirme Malik Bendjelloul :

« Quand l'album sortit, il s'est immédiatement répandu et il devint rapidement aussi célèbre — et aussi mort — que Jimi Hendrix. Tout le monde connaissait ses albums, et tout le monde pensait que Rodriguez était mort. »

Malgré l'immense succès qu'il obtient en Afrique du Sud, au Botswana et au Zimbabwe, Rodriguez ne perçoit aucun bénéfice financier de la vente de ses disques, dans la mesure où il n'a même pas connaissance de sa célébrité. En 1996, sa fille aînée découvre un site Internet en son honneur réalisé par un disquaire du Cap, Stephen Segerman. Celui-ci invite les internautes à partager tout renseignement au sujet de ce mystérieux Rodriguez que l'on dit mort. Peu après, la fille de Rodriguez contacte Segerman et le met en communication avec son père. Apprenant sa notoriété, le musicien effectue une tournée à guichets fermés de six dates en Afrique du Sud en mars 1998, devant plusieurs milliers de personnes. Un documentaire sur ce retour, intitulé Dead Men Don't Tour: Rodriguez in South Africa 1998, est diffusé en 2001 sur la télévision publique South African Broadcasting Corporation.

#### Années 1990-2000: Rodriguez redécouvert par le public
Avec l'émergence d'Internet à la fin des années 1990 et dans les 2000, les enregistrements de Sixto Rodriguez commencent à se faire mieux connaître, y compris en Europe et aux États-Unis. La chanson Sugar Man, sa plus célèbre, est samplée à de nombreuses reprises. Un groupe de rock d'origine sud-africaine la reprend en 1998. En 2002, le DJ David Holmes en effectue un remix dans son album Come Get It I Got It, contribuant à accroître la popularité du morceau et son auteur. Le rappeur Nas sample le refrain dans You're Da Man en 2001, sur l'album Stillmatic, puis Large Professor dans The Man en 2002. La chanson figure également dans la bande originale du film Candy avec Heath Ledger. D'autres titres ont été samplés par d'autres artistes moins connus, principalement dans le rap. Depuis 2003, une dizaine de reprises de ses titres ont été réalisées, dont la moitié de la chanson Sugar Man. Selon Malik Bendjelloul, Rodriguez a été redécouvert par le public sud-africain, et la majeure partie de ses fans est composée de jeunes n'ayant pas connu l'apartheid. En outre, le produit des ventes de ses albums en Afrique du Sud ne parvient toujours pas à l'artiste, mais aux ayants droit de son premier label.
Après sa série de concerts en 1998, l'artiste se produit à nouveau en Afrique du Sud en 2001 et 2005, et joue ensuite en Suède, en Namibie ainsi qu'à Londres en octobre 2005. En avril 2007 et en 2010, Rodriguez retourne en Australie, au festival de la ville de Byron Bay, puis à Melbourne et Sydney. Les rééditions de Cold Fact en 2008 et de Coming From Reality l'année suivante par le label Light In The Attic donnent lieu à de nombreuses critiques enthousiastes et participent pour beaucoup à la découverte ou à la redécouverte du musicien. Il réalise par la suite une nouvelle tournée de concerts, notamment — c'est une première — dans des festivals européens, tels que les Rencontres Trans Musicales de Rennes. Il se produit devant 2 000 personnes à guichets fermés au Royal Festival Hall de Londres, en novembre 2012.

### Le filmSugar Man
En 2012, le Festival du film de Sundance accueille l'avant-première du documentaire intitulé Searching for Sugar Man, un film suédois et britannique réalisé par Malik Bendjelloul. Le film raconte l'histoire du disquaire Stephen Segerman et de son ami, tous deux fans de Rodriguez, qui enquêtent sur sa disparition et finissent par le retrouver. Comprenant de nombreux témoignages de ceux qui l'ont connu et accompagné au début de sa carrière, le film évoque le succès de son album Cold Fact en Afrique du Sud, où il a été censuré par le régime de l'apartheid puis diffusé sur des cassettes pirates. Présenté dans de nombreux festivals, à Columbia ou à Göteborg en Suède, il est présenté le 27 juillet 2012 à New York et Los Angeles, puis sort aux États-Unis dans la foulée. Il sort sur les écrans français le 26 décembre 2012 sous le titre Sugar Man et obtient un succès dû au bouche-à-oreille. La bande originale du film, sortie le 24 juin 2012, compile des titres de ses deux albums, ainsi qu'une chanson composée pour le troisième album qui n'a jamais vu le jour. En écho au film, qui montre que Rodriguez a été escroqué par sa maison de disques — celle-ci ne lui reverse rien des bénéfices des ventes en Afrique du Sud —, une mention est ajoutée au dos de la pochette du disque : « Rodriguez perçoit des redevances de la vente de ce disque. »
Le film obtient de très nombreux prix à travers le monde. En novembre 2012, il obtient le prix du public et le prix de la meilleure musique au Festival international du film documentaire d'Amsterdam. Le 13 janvier 2013, Sugar Man est nommé à l'Oscar du meilleur film documentaire et obtient le BAFTA du meilleur documentaire le 10 février 2013. Deux semaines plus tard, il remporte l'Oscar lors de la 85e cérémonie des Oscars. En tournée en Afrique du Sud, Australie et Nouvelle-Zélande, Rodriguez ne peut assister à la cérémonie et ne le souhaite pas, afin de ne pas éclipser l'équipe du film. Le réalisateur Malik Bendjelloul déclare sur scène : « Merci à Rodriguez, l'un des plus grands chanteurs de tous les temps. » Néanmoins, le film est accusé d'avoir réécrit l'histoire du chanteur, en laissant croire qu'il a brutalement arrêté la musique après l'échec commercial de ses deux albums et qu'il n'a jamais connu la célébrité. En effet, Bendjelloul a volontairement omis de préciser le succès que Rodriguez a connu dans plusieurs pays, notamment l'Australie et la Nouvelle-Zélande.

### Retour sur le devant de la scène aux États-Unis et en Europe

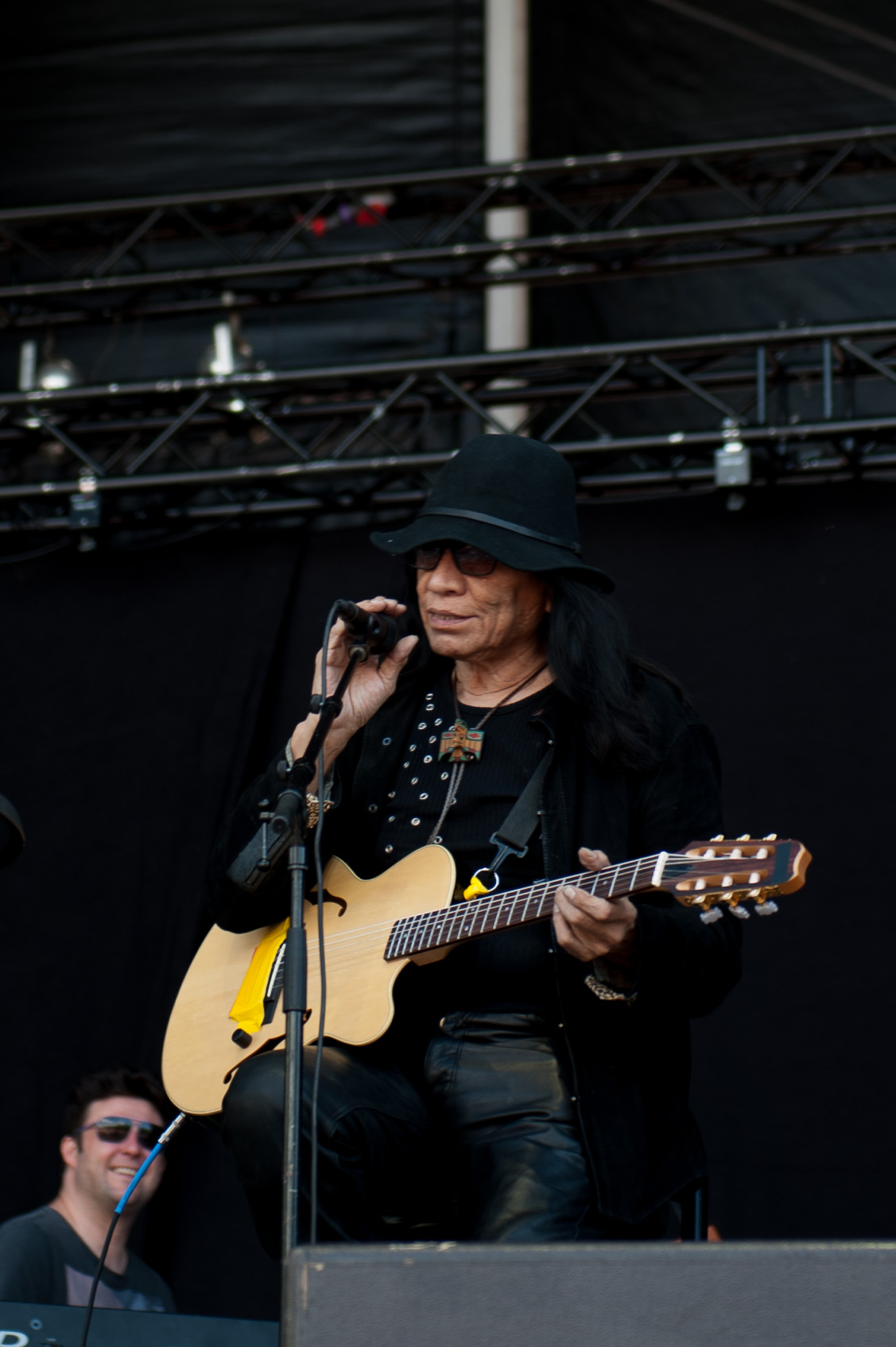
Sixto Rodriguez en concert à Göteborg (Suède), en août 2013.

Le succès du documentaire réalisé par Bendjelloul, Sugar Man, amplifie considérablement le succès du chanteur, qui est l'invité de prestigieuses émissions télévisées : il joue Crucify Your Mind dans le Late Show with David Letterman le 14 août 2012, et Can't Get Away dans le Tonight Show with Jay Leno le 11 janvier 2013. À ces apparitions médiatiques s'ajoutent de nombreux reportages et interviews. CNN lui consacre une émission où Rodriguez évoque son retour inattendu sur le devant de la scène, à la mi-août 2012. Le 7 octobre 2012, il apparaît dans le magazine télévisé américain 60 Minutes. Au Royaume-Uni, il est interviewé par Jools Holland dans son émission sur la BBC en novembre.
Début 2013, Sixto Rodriguez déclare dans une interview au magazine Rolling Stone avoir composé trente nouvelles chansons et être en contact avec Steve Rowland, le producteur de Coming from Reality. Celui-ci a demandé à l'artiste de lui envoyer des démos, ce que Rodriguez a accepté. En mai 2013, en guise d'hommage, l'université de Wayne State à Détroit lui décerne un doctorat honorifique en lettres et sciences humaines.
Au cours de l'année, Rodriguez enchaîne les concerts dans le monde entier, jouant dans des salles de renom telles que le Beacon Theatre à New York ou dans de grands festivals comme le Festival Glastonbury en Angleterre ou le Montreux Jazz Festival en Suisse. Pour ménager la santé du chanteur, très faible et pratiquement aveugle, les organisateurs de sa tournée européenne prennent la décision d'annuler les trois premières dates, à Toulouse, Barcelone et Porto. Les 3, 4 et 5 juin, il donne ses premiers concerts comme tête d'affiche en France, au Zénith de Paris les deux premiers soirs puis à La Cigale. Les billets sont très rapidement écoulés, sans aucune promotion, et les concerts se jouent donc à guichets fermés. Son seul concert hors de Paris se déroule le 5 juillet au festival Jazz à Vienne. Les prestations du chanteur sont diversement appréciées par les spectateurs présents, mais la critique les juge dans l'ensemble très décevantes. Affaibli, accompagné sur scène par sa fille, il peine à tenir debout et est passablement ivre, après avoir bu plusieurs verres de vin sur scène. Une grande partie du concert se déroule par ailleurs en play-back, et son jeu de guitare est très approximatif. Certains vont jusqu'à relayer la thèse élaborée par un producteur selon laquelle Rodriguez n'existerait pas et serait un personnage construit de toutes pièces.
Sixto Rodriguez livre une performance nettement plus convaincante le 16 mars 2014 à l'Olympia.

### Mort
Rodriguez meurt à son domicile de Detroit le 8 août 2023 à l'âge de 81 ans. La cause de sa mort n'est pas rendue publique même si sa fille revèle qu'il avait fait deux AVC durant les années précédentes.

## Style musical et influences

### Musique
Lorsqu'il a été redécouvert par le public et la critique à la fin des années 2000, Sixto Rodriguez fait immédiatement l'objet de comparaisons avec Bob Dylan, dont l'artiste se dit d'ailleurs un grand admirateur ; il affirme le considérer comme le Shakespeare de la musique rock. On lui prête le même phrasé nasillard, et certaines de ses chansons se rapprochent de la protest song ou du blues parlé (talking blues) tels que Bob Dylan les a pratiqués. Certains estiment que ses ballades entre rock, folk et blues en font un artiste à mi-chemin entre Lou Reed et Bob Dylan. Toutefois, selon le critique musical Philippe Garnier, le style de Rodriguez est mêlé de nombreuses autres inspirations, allant du folk-rock au rock psychédélique. On retrouve ainsi les arrangements luxuriants et les accords de guitare censés transcrire la sensation de trip au LSD, propres à ce dernier genre, dans des chansons telles que Only Good for Conversation. De même, la chanson Heikki's Suburbia Bus Tour est inspirée d'une expérience vécue par l'auteur, qui a un jour fait la fête dans un bus rempli de hippies et circulant dans les rues de Détroit. Pour beaucoup, l'influence du groupe Love — dont Rodriguez était fan dans sa jeunesse — se fait sentir dans plusieurs chansons.

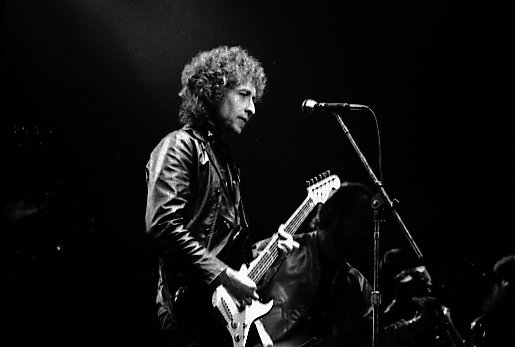
Bob Dylan, à qui Rodriguez est fréquemment comparé.

D'autres soulignent l'aspect très doux de sa musique et la comparent aux premiers albums de James Taylor, ou retrouvent en lui le lyrisme d'un Leonard Cohen. La parenté avec le studio de production Motown, qui a révélé les plus grands artistes de la musique afro-américaine (tels que Stevie Wonder ou Michael Jackson), est également remarquée, notamment les arrangements réalisés avec des instruments à cordes : elle s'explique par le fait que le producteur de ses albums est Clarence Avant, devenu par la suite président de la Motown.

### Paroles
Les paroles de ses chansons abordent de nombreux thèmes. Dans la veine du rock psychédélique et de la musique hippie qui ont bercé une partie de sa jeunesse et inspiré ses textes, ceux-ci comportent de nombreuses références aux drogues : ainsi la chanson Sugar Man fait-elle explicitement mention de la cocaïne et de la marijuana ; elle est même qualifiée par la presse d'« ode aux dealers ». En outre, il aborde le thème de la libération sexuelle dans I Wonder. Dans l'Afrique du Sud des années 1970, très conservatrice, les paroles crues de la chanson ont été très controversées et les jeunes s'en sont servis pour défier l'autorité. Il se fait également l'observateur attentif du quotidien de la classe ouvrière américaine et porte un regard désabusé et sans concession sur son pays, dénonçant pêle-mêle la corruption et la violence urbaine. À cet égard, il est plus cru et démonstratif que Bob Dylan et réfute toute tentation poétique, se contentant de délivrer un récit quasiment journalistique. Ce faisant, son écriture s'inscrit dans la tradition contestataire d'artistes de folk comme Pete Seeger, Woody Guthrie ou Phil Ochs. D'autres chansons comme The Establishment Blues abordent le thème des droits sociaux, avec un fort engagement à gauche, ce que Rodriguez ne conteste pas.

### Postérité
Le titre Hate Street Dialogue, issu de l'album Cold Fact sorti en 1970, a été repris et remixé par le DJ français The Avener en 2015 sur son album The Wanderings of the Avener.